# Hymenolepis diminuta
Hymenolepis diminuta es una especie de cestodo del orden Cyclophyllidea. Infesta mamíferos utilizando insectos como huéspedes intermediarios, y puede parasitar al ser humano causando himenolepiasis. 

## Características
El adulto tiene una longitud de entre 20 y 60 cm y la proglótide madura es similar a la de H. nana, excepto por su mayor tamaño. Los huevos también son ligeramente más grandes que los de H. nana.

## Epidemiología
H. diminuta es prevalente en todo el mundo, pero solo se han reconocido unos pocos cientos de casos en humanos. Algunos casos han sido documentados en Australia, Estados Unidos, España e Italia. En países como Malasia, Tailandia, Jamaica e Indonesia la prevalencia es mayor.

## Ciclo biológico

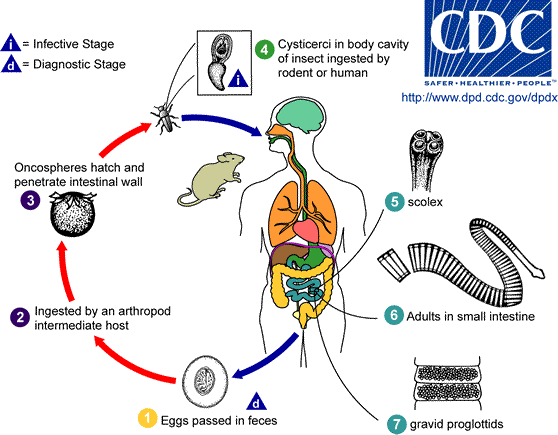
Ciclo biológico de Hymenolepis diminuta, según Centers for Disease Control & Prevention.

El ciclo comienza cuando un artrópodo ingiere huevos del parásito. Los artrópodos actúan como huéspedes intermediarios. Una vez ingeridos, las oncosferas se transforman en cisticercos, que penetran en su pared intestinal. Los roedores pueden infestarse al alimentarse de artrópodos. Los humanos, y sobre todo los niños, pueden ingerir artrópodos e infestarse por el mismo mecanismo. Los roedores, especialmente las ratas, son huéspedes definitivos y reservorios naturales de H. diminuta. Los huéspedes intermediarios son artrópodos coprófagos (pulgas, lepidópteros y coleópteros). Cuando el huésped definitivo ingiere al artrópodo infestado, los cisticercos presentes en su cavidad corporal desarrollan el escólex y se transforman en gusanos adultos. Posteriormente, sus proglótides grávidas y huevos pasan a las heces. En estudios recientes, se ha descubierto que la transmisión de H. diminuta entre escarabajos se puede producir a través de las heces. De hecho, se producen más infestaciones por este mecanismo que por la dispersión de los huevos.